# Liste de films français sortis dans les années 2010
Voici les films du cinéma français des années 2010. Cette liste comporte les films ayant dépassé le million d'entrées au Box-office, classés ici dans l'ordre du Box-office.

## 2010
- Les Petits Mouchoirs de Guillaume Canet
- Camping 2 de Fabien Onteniente
- L'Arnacœur de Pascal Chaumeil
- Des hommes et des dieux de Xavier Beauvois
- Arthur 3 : La Guerre des deux mondes de Luc Besson
- Océans de Jacques Perrin et Jacques Cluzaud
- La Rafle de Roselyne Bosch
- Potiche de François Ozon
- Les Aventures extraordinaires d'Adèle Blanc-Sec de Luc Besson
- Le Mac de Pascal Bourdiaux
- Tout ce qui brille de Géraldine Nakache et Hervé Mimran
- La Tête en friche de Jean Becker
- Fatal de Michaël Youn
- Gainsbourg, vie héroïque de Joann Sfar
- L'Homme qui voulait vivre sa vie d'Éric Lartigau
- Les Émotifs anonymes de Jean-Pierre Améris
- L'Immortel de Richard Berry
- L'amour c'est mieux à deux de Dominique Farrugia et d'Arnaud Lemort
- The Ghost Writer de Roman Polanski
- Un balcon sur la mer de Nicole Garcia
- L'Italien d'Olivier Baroux
- Copacabana (film, 2010) de Marc Fitoussi
- Sans queue ni tête de Jeanne Labrune

## 2011
- Intouchables d'Olivier Nakache et Éric Toledano
- Rien à déclarer de Dany Boon
- The Artist de Michel Hazanavicius
- Polisse de Maïwenn
- Hollywoo de Frédéric Berthe et Pascal Serieis
- Les Femmes du 6e étage de Philippe Le Guay
- Case départ de Lionel Steketee, Fabrice Éboué et Thomas N'Gijol
- Un monstre à Paris de Éric Bergeron
- La Nouvelle Guerre des boutons de Christophe Barratier
- Les Tuche d'Olivier Baroux
- L'Élève Ducobu de Philippe de Chauveron
- La Guerre des boutons de Yann Samuell
- Bienvenue à bord d'Éric Lavaine
- La Fille du puisatier de Daniel Auteuil
- Largo Winch 2 de Jérôme Salle
- Titeuf, le film de Zep
- Le Fils à Jo de Philippe Guillard
- Les Lyonnais d'Olivier Marchal
- La Chance de ma vie de Nicolas Cuche
- Ma part du gâteau de Cédric Klapisch
- Mon pire cauchemar de Anne Fontaine (réalisatrice)

## 2012
- Sur la piste du Marsupilami de Alain Chabat
- La Vérité si je mens ! 3 de Thomas Gilou
- Astérix et Obélix : Au service de Sa Majesté de Laurent Tirard
- Le Prénom d'Alexandre de La Patellière et Matthieu Delaporte
- Taken 2 d'Olivier Megaton
- Les Seigneurs d'Olivier Dahan
- Les Infidèles d'Emmanuelle Bercot, Fred Cavayé, Alexandre Courtès, Jean Dujardin, Michel Hazanavicius, Éric Lartigau et Gilles Lellouche
- De l'autre côté du périph de David Charhon
- De rouille et d'os de Jacques Audiard
- Stars 80 de Frédéric Forestier et Thomas Langmann
- Un bonheur n'arrive jamais seul de James Huth
- Cloclo de Florent Emilio-Siri
- Zarafa de Rémi Bezançon et Jean-Christophe Lie
- Mince alors ! de Charlotte de Turckheim
- Un plan parfait de Pascal Chaumeil
- Dans la maison de François Ozon
- Populaire de Régis Roinsard
- Kirikou et les Hommes et les Femmes de Michel Ocelot
- Les Vacances de Ducobu de Philippe de Chauveron
- Les Saveurs du palais de Christian Vincent
- Les Kaïra de Franck Gastambide

## 2013
- Les Profs de Pierre-François Martin-Laval
- Insaisissables de Louis Leterrier
- Belle et Sébastien de Nicolas Vanier
- Les Garçons et Guillaume, à table ! de Guillaume Gallienne
- 9 mois ferme d'Albert Dupontel
- Boule et Bill d'Alexandre Charlot et Franck Magnier
- Jappeloup de Christian Duguay
- Eyjafjallajökull d'Alexandre Coffre
- Les Gamins d'Anthony Marciano
- Casse-tête chinois de Cédric Klapisch
- 20 ans d'écart de David Moreau
- Sur le chemin de l'école de Pascal Plisson
- La Cage dorée de Ruben Alves
- Alceste à bicyclette de Philippe Le Guay
- Vive la France de Michaël Youn
- Möbius d'Éric Rochant
- La Vie d'Adèle d'Abdellatif Kechiche
- Paulette de Jérôme Enrico

## 2014
- Qu'est-ce qu'on a fait au Bon Dieu ? de Philippe de Chauveron
- La Famille Bélier d'Éric Lartigau
- Supercondriaque de Dany Boon
- Lucy de Luc Besson
- Samba d'Eric Toledano et Olivier Nakache
- Astérix : Le Domaine des dieux d'Alexandre Astier et Louis Clichy
- Paddington de Paul King
- Les Vacances du petit Nicolas de Laurent Tirard
- Babysitting de Philippe Lacheau et Nicolas Benamou
- Les Trois Frères : Le Retour des Inconnus
- Fiston de Pascal Bourdiaux
- La Belle et la Bête de Christophe Gans
- Yves Saint Laurent de Jalil Lespert
- Barbecue d'Éric Lavaine
- La French de Cédric Jimenez
- Minuscule : La Vallée des fourmis perdues d'Hélène Giraud et Thomas Szabo
- Sous les jupes des filles d'Audrey Dana
- Non-Stop de Jaume Collet-Serra
- Le Crocodile du Botswanga de Fabrice Éboué et Lionel Steketee
- Tu veux ou tu veux pas de Tonie Marshall

## 2015
- Les Nouvelles Aventures d'Aladin d'Arthur Benzaquen
- Les Profs 2 de Pierre-François Martin-Laval
- Babysitting 2 de Philippe Lacheau et Nicolas Benamou
- Papa ou Maman de Martin Bourboulon
- Taken 3 d'Olivier Megaton
- Pourquoi j'ai pas mangé mon père de Jamel Debbouze
- Le Petit Prince de Mark Osborne
- Belle et Sébastien : l'aventure continue de Christian Duguay
- Bis de Dominique Farrugia
- Le Dernier Loup de Jean-Jacques Annaud
- Connasse, princesse des cœurs de Eloïse Lang et Noémie Saglio
- Le Grand Partage d'Alexandra Leclère
- Demain de Cyril Dion et Mélanie Laurent
- Les Souvenirs de Jean-Paul Rouve
- Marguerite de Xavier Giannoli
- Une heure de tranquillité de Patrice Leconte
- Shaun le mouton, le film de  Mark Burton (en) et Richard Starzak (en)
- L'Hermine de Christian Vincent
- La Loi du marché de Stéphane Brizé

## 2016
- Les Tuche 2 : Le Rêve américain d'Olivier Baroux
- Demain tout commence d'Hugo Gélin
- Camping 3 de Fabien Onteniente
- Radin ! de Fred Cavayé
- Les Visiteurs : La Révolution de Jean-Marie Poiré
- Retour chez ma mère de Éric Lavaine
- Pattaya de Franck Gastambide
- Brice 3 de James Huth
- Chocolat de Roschdy Zem
- Ballerina d'Éric Summer et Éric Warin
- Médecin de campagne de Thomas Lilti
- Papa ou Maman 2 de Martin Bourboulon
- La vache de Mohamed Hamidi
- L'Odyssée de Jérôme Salle
- La Folle Histoire de Max et Léon de Jonathan Barré
- Adopte un veuf de François Desagnat
- Les Saisons de Jacques Perrin et Jacques Cluzaud

## 2017
- Raid dingue de Dany Boon
- Valérian et la Cité des mille planètes de Luc Besson
- Alibi.com de Philippe Lacheau
- Le Sens de la fête d'Eric Toledano et Olivier Nakache
- Épouse-moi mon pote de Tarek Boudali
- Au revoir là-haut d'Albert Dupontel
- Santa et Cie d'Alain Chabat
- L'École buissonnière de Nicolas Vanier
- Il a déjà tes yeux de Lucien Jean-Baptiste
- Un sac de billes de Christian Duguay
- Rock'n Roll de Guillaume Canet
- Seven Sisters de Tommy Wirkola
- Patients de Grand Corps Malade et Mehdi Idir
- L'Ascension de Ludovic Bernard
- Sahara de Pierre Coré
- À bras ouverts de Philippe de Chauveron
- Le Brio d'Yvan Attal
- La Promesse de l'aube d'Éric Barbier
- Grave de Julia Ducournau

## 2018
- La Belle et la Belle de Sophie Fillières
- Les Invisibles de Louis-Julien Petit